# Самотній Рейнджер (фільм)
«Самотній рейнджер» (англ. The Lone Ranger) — американський вестерн, вийшов в світ у 2013 році, режисер фільму Ґор Вербінський, сценаристи: Джастін Гейс, Тед Елліот та Террі Россіо. У головних ролях Джонні Депп, Армі Гаммер, Том Вілкінсон.

## Зйомки
Ідея зняти фільм за коміксом «Самотній рейнджер» з'явилася ще в 2007 році. Зняти фільм мали намір кілька студій, але права на екранізацію були кілька разів перепродані і нарешті потрапили до рук Джеррі Брукгаймера. Разом зі студією Walt Disney, він і запустив проект у виробництво, хоча зйомки кілька разів відкладали через конфлікти і події всередині студії, а також через невизначеність фінансового майбутнього самої студії. У 2008 почали поступово набирати акторський і знімальний склад. Так на режисерське крісло затвердили Гора Вербінського, а на одну з ролей Джонні Деппа. Брукгаймер, Вербінський і Депп вже працювали над фільмом «Пірати Карибського моря». Останні двоє також брали участь у створенні мультфільму «Ранго» (2011). Незважаючи на готовий матеріал і сценарій, а також затверджені ролі, влітку 2011 року зйомки фільму були відкладені ще на деякий час. Ці виробничі пробуксовки були схожі на зйомки «Світової війни Z», хіба що проблеми були ще на самій початковій стадії. Так стрічку запустили у виробництво через півроку, а саме навесні 2012 року. Музичним композитором для стрічки став Ганс Ціммер, більшість останніх робіт якого припадають на фільми Гора Вербінського і Крістофера Нолана. Образ персонажа Джонні Деппа був змальований з картини Кірбі Сетлера «Я ворон», де був зображений літній індіанець з вороном на голові.

## Сюжет
Колись у Техасі загін техаських рейнджерів гнався за бандою злочинців, яку очолював лютий Бутч Кавендіш (Вільям Фіхтнер). Але банді вдалося перехитрити охоронців закону і влаштувати їм вмілу засідку.
Лідера небезпечної банди Бутча Кавендіша заарештували і вже везли на шибеницю, але (спочатку через недогляд охоронців, а потім через поблажливого прокурора Джона Рейда (Армі Гаммер), банда викрала його з поїзда. Під час втечі бандита Джон знайомиться з Тонто (Джонні Депп), індіанцем, який також був заарештований і хотів втекти, скориставшись втечею Бутча.
Загін техаських рейнджерів, на чолі з двома братами Деном і Джоном Рейдами, гнався за бандою злочинців, але внаслідок зради, загін попав до спланованої бандитами пастки. Весь загін було вбито, окрім Джона Рейда. А в його брата Дена жорстокий Бутч вирізав і з'їв серце, свідком чого став Джон. Тіла рейнджерів і непритомного прокурора, що дивом вижив, знаходить Тонто. Після того, як Джон опритомнів, індіанець намовляє його на помсту за брата.
Але і в Тонто є привід для помсти. Коли він був хлопчиком, то знайшов поранених «блідошкірих». Їх принесли в табір племені і вилікували. Коли вони одужали, то якось, у річці, знайшли шматок срібла. Запитавши в хлопчика звідки воно тут — вони отримали відповідь, що срібла у гирлі річки дуже багато. «Блідошкірі» подарували маленькому Тонто блискучий годинник, а взамін за це попросили показати місце, звідки витікає річка. Хлопець відвів їх до місця витоку, де срібла було стільки, що вони не могли його вивезти. Тому злочинці вирішили вбити всіх, хто знає про місце знаходження срібних запасів, аби окрім них самих ніхто не міг забрати срібло. В цей же день вони вбили і спалили плем'я Тонто. Так хлопчина залишився сам і став вигнанцем. Він впевнений в тому, що в злочинців вселився злий дух Вендіго (дух ненаситності, жадоби, який також був вбивцею і людожером). Маленький Тонто вирішує обов'язково знайти і помститися злому духові. Як виявилося, одним із підібраних хлопцем чужинців і тим самим Вендіго був Бутч.
Разом з індіанцем «самотній рейнджер» Джон відстоюють справедливість. Бутч гине. Також під помсту потрапляє і брат Бутча, який злочинним способом і шантажем захоплює залізницю. Окрім цього він також бере в заручники, а потім хоче вбити, вдову Дена — Ребекку (Рут Вілсон) і їхнього сина Денні (Брайант Прінц), але їх рятує зрадник загону рейнджерів, проте його одразу ж вбивають. Джон ще в юності кохав дружину брата Ребекку, але не може залишитися з нею, тому Джон і Тонто вирушають далі боротися зі злом і злочинцями.

## У ролях
- Армі Гаммер — Джон Рейд, миролюбний прокурор, який вірить у силу закону і виступає проти зброї. Він і є Самотнім рейнджером[en]. Він кохає дружину свого брата Ребеку.
- Джонні Депп — Тонто, «дикий» індієць, який прагне помститися «Вендіго», що вбив і спалив його плем'я.
- Рут Вілсон — Ребекка Рейд, дружина Дена Рейда, яка ще з юності кохає його брата Джона.
- Гелена Бонем Картер — Ред Гарінгтон, власниця будинку повій. Має протез-рушницю із слонової кістки, замість ноги. Допомогла Джону і Тонто помститися Бутчу, через якого і втратила ногу.
- Вільям Фіхтнер — Бутч Кавендіш. Головний негативний герой фільму. Злочинець, вбивця, канібал, «Вендіго». Обдурив Тонто, коли той був ще маленьким і вбив його плем'я.
- Баррі Пеппер — Капітан Джей Фулер.
- Джеймс Бедж Дейл — Ден Рейд, брат Джона. Сміливий рейнджер, якого поважає Тонто, незважаючи на те, що він його заарештував, і, в порівнянні з Джоном, називає його сильним братом і воїном.
- Том Вілкінсон — Лейтем Коул.
- Деймон Герріман — Рей.
- Джеймс Фрейн — Барет.
- Брайант Прінц — Денні Рейд, син Ребеки і Дена.
- Стівен Рут — Гебберман. Президент трансконтинентальної залізничної корпорації.

## Український дубляж
- Фільм дубльовано на студії Le Doyen на замовлення «Disney Character Voices International» у 2013 році.
- Режисер дубляжу — Іван Марченко
- Переклад синхронного тексту і пісень — Сергій SKA Ковальчук
- Музичний керівник — Тетяна Піроженко
- Творчий консультант — Maciej Eyman
- Мікс-студія — Shepperton International

Ролі дублювали:
- Олександр Ромашко — Джон Рейд/Самотній рейнджер
- Андрій Самінін — Тонто
- Христина Забара — Ребекка Рід
- Олена Узлюк —	Ред Гарінгтон
- Борис Георгієвський — Бутч Кавендіш
- Євген Пашин — Капітан Джей Фулер
- Андрій Твердак — Ден Рейд
- Олександр Ігнатуша — Лейтем Коул
- Олег Олександров — Денні Рейд
- Василь Мазур — Коллінз
- Сергій Озіряний — Хаберман
- Михайло Кукуюк — Хесус
- Володимир Канівець — Френк
- Андрій Гайдай — Вілл
- Анатолій Борисенко — Вождь Великий Ведмідь
- Андрій Мостренко — Наварро
- Володимир Жогло — Холліс

А також: Ліна Будник, Ігор Щербак, Андрій Альохін, Михайло Кришталь, Ігор Тимошенко, Валерій Шептекіта, Юрій Висоцький, Анатолій Барчук, Євген Сінчуков, Ольга Радчук, Роман Чупіс, Дмитро Вікулов, Максим Кондратюк, Микола Боклан, Олексій Череватенко, Сергій Солопай, В'ячеслав Дудко, Юрій Сосков, Світлана Штанько, Олена Борозенець, Роман Чорний, Іван Марченко, Юлія Угрин, Людмила Барбір.

## Цікаві факти
- Вперше персонаж самотній рейнджер з'явився 80 років тому. Понад 20 років у ефірі протрималось радіо-шоу про сміливця у масці та його червоношкірого друга. Одночасно знімався телесеріал про персонажів.[2]
- Загалом беручи в радіо-ефір вийшло 2956 епізодів «Самотнього рейнджера». Остання трансляція відбулася 3 вересня 1954 року. За 21 рік встигли зняти телевізійний серіал, в якому головну роль зіграв Клейтон Мур, а роль Тонто — Джей Сільвергілс. Канал ABC транслював його з 1949 по 1957 рік.[3]
- Коштів на декорації «Самотнього рейнджера» не шкодували — будували цілі міста, прокладали залізничні колії, збирали 250-тонні паротяги. Знімальний процес тривав 7 місяців.[2]
- Зйомки проходили на території чотирьох південно-західних штатів Америки, а також у Південній Каліфорнії.
- Ім'я Тонто пішло від слова, яке з мови індіанців племені оджибве — «ндах-он-ту», перекладається як «дикий».
- Вигадане місто Колбі в штаті Техас — було побудовано спеціально для фільму, за 50 кілометрів від Альбукерке.
- Поряд з містечком Колбі збудували ще одне місто, яке за задумом повинно розміщуватися в іншому штаті, Промонторі Саміт, Юта. Його збудували не так, як Колбі — на швидку руку, а монументально, з цегли та деревини. Місто є важливим елементом у відтворенні славнозвісної церемонії Голден Спайк, що відбулася 10 травня 1869 року, коли поїзди залізниць Юніон Пасифік та Централ Пасифік зустрілися «голова до голови» після завершення будівництва Трансконтинентальної залізниці.

- У процесі зйомок знадобилося три американських паротяги XIX століття для кількох масштабних і видовищних сцен.

- Коли порахували, то виявилося, що в цілому на створення «Самотнього Рейнджера» пішло 4,5 місяці підготовки, 3 передзнімальних дні, 150 знімальних днів, 31 тиждень зйомок у п'яти різних штатах, 3000 установок камер, понад 1000 годин зйомок та мільйон людино-годин.[3]